# John Kleeves
John Kleeves, pseudonimo di Stefano Anelli (Rimini, 1948 – Rimini, 18 settembre 2010), è stato un saggista italiano.
Autore e conferenziere fortemente critico nei confronti della politica estera americana, ha vissuto negli Stati Uniti per un lungo periodo lavorando come ingegnere. Tornato in Italia alla fine del 1990, propone il testo di quello che poi sarebbe diventato il suo primo libro Vecchi Trucchi alla Manifestolibri, ma questa rifiuta; si rivolge allora alla casa editrice Il Cerchio, che pubblica il libro nel 1991. Prosegue l'attività di saggista fino al 1999. Ha inoltre scritto per il Centro Studi Orion, Eurasia, Rinascita e, nel periodo della guerra del Kosovo, anche su La Padania.

## Pubblicazioni
La maggior parte dei suoi scritti tratta diffusamente della politica estera degli Stati Uniti in senso critico.
Nel suo testo più conosciuto, Vecchi trucchi, pubblicato nel 1991, John Kleeves ripercorre la storia del '900, mettendo in luce gli eventi più oscuri e taciuti dalla storiografia ufficiale. Egli mostra il disegno  totalitario che ha determinato la politica estera americana, edificato su tre pilastri, corrispondenti ai tre obiettivi fondamentali: il mantenimento dell'Equilibrio delle Forze in Europa, un equilibrio in grado di ostacolare una crescita che avrebbe altrimenti permesso agli stati europei di concorrere con l'economia americana; la conquista del redditizio Mercato dell'Oriente; l'indebolimento della Russia, grande potenza in grado di concorrere seriamente in campo economico. Tre obiettivi che sviluppano il grande progetto di asservimento del mondo a vantaggio degli Stati Uniti. Afferma inoltre che gli Stati Uniti detengono l'alto controllo strategico del traffico internazionale di droga, allo scopo di corrompere le élite degli altri paesi, soprattutto quelli dell'America Latina.
Nei suoi libri e articoli Kleeves mette in relazione la cinematografia statunitense con la politica estera dettata dal Dipartimento di Stato; quest'ultimo, attraverso l'USIA (United States Information Agency), controllerebbe indirettamente attori e produttori rendendo di fatto Hollywood una vera e propria agenzia governativa atta a falsificare l'immagine degli Stati Uniti nel mondo. Queste tesi sono state approfondite nel suo ultimo libro I divi di Stato, pubblicato nel 1999.
In almeno una pubblicazione (femminismo e capitalismo: l'emancipazione della donna funzionale alla società consumistica) Kleeves descrive anche il femminismo quale frutto del capitalismo. Secondo questa tesi il femminismo si sviluppa per la necessità di manodopera e personale impiegatizio che non possono essere soddisfatte da immigrati qualificati.
In alcune sue pubblicazioni, Un paese pericoloso e I divi di Stato, viene spiegato il perché gli americani sarebbero quasi tutti circoncisi: non per una questione medica, ma per l'identificazione con il popolo eletto dell'antico testamento.

## Conferenze
Nell'ottobre del 2005 l'associazione culturale Pensieri in Azione ha ospitato una conferenza tenuta da John Kleeves dal titolo: «L'italia è una nazione Sovrana? Roma - Washington: alleanza e sudditanza».